# Handbal op de Olympische Zomerspelen 2008 (kwalificatie)

Deze pagina beschrijft de kwalificatie voor het handbaltoernooi op de Olympische Zomerspelen 2008.
In totaal nemen zowel bij de mannen als bij de vrouwen 12 landen deel, elke ploeg mag maximaal vijftien spelers nomineren voor het olympisch toernooi.

## Onderdelen
- Mannen, 12 landen
- Vrouwen, 12 landen

## Kwalificatiecriteria
Het gastland, de wereldkampioen van 2007 en de kampioenen van Europa (2008) en Afrika (2008) zijn direct geplaatst voor de Spelen. Dit geldt ook voor de winnaars van het Aziatisch olympisch kwalificatietoernooi (2008) en de Pan-Amerikaanse Spelen van 2007. Daarnaast werden nog drie olympische kwalificatietoernooien (OKT) georganiseerd, waarbij telkens de beste twee zich plaatsten voor de Spelen. Aan dit kwalificatietoernooi deden twaalf landen mee: de zes beste, nog niet geplaatste landen van het WK 2007, het beste Europese, Pan-Amerikaanse, Afrikaanse en Aziatisch land van de hiervoor genoemde continentale toernooien dat nog niet was geplaatst voor het OKT. Tot slot was er een extra plaats voor de twee continenten, die als hoogste waren geëindigd op het WK. Tenzij er een Oceanisch team bij de eerste twaalf van het WK eindigde, dan deed dat team mee, in plaats van een extra vertegenwoordiger van het continent dat als tweede was geëindigd op het WK.

### Mannen
| Competitie                         | Datum                        | Locatie        | Deelnemers | Gekwalificeerd   |
| ---------------------------------- | ---------------------------- | -------------- | ---------- | ---------------- |
| Gastland                           | -                            | -              | 1          | China            |
| Wereldkampioenschap                | 19 januari - 4 februari 2007 | Duitsland      | 1          | Duitsland        |
| Europees kampioenschap             | 17 – 27 januari 2008         | Noorwegen      | 1          | Denemarken       |
| Aziatisch kwalificatietoernooi     | 30 januari 2008              | Tokio          | 1          | Zuid-Korea       |
| Africa Nations Cup                 | 8 – 17 januari 2008          | Angola         | 1          | Egypte           |
| Pan-Amerikaanse Spelen             | 14 – 29 juli 2007            | Rio de Janeiro | 1          | Brazilië         |
| Olympisch kwalificatietoernooi I   | 30 mei – 1 juni 2008         | Wrocław        | 2          | Polen IJsland    |
| Olympisch kwalificatietoernooi II  | 30 mei – 1 juni 2008         | Parijs         | 2          | Frankrijk Spanje |
| Olympisch kwalificatietoernooi III | 30 mei – 1 juni 2008         | Zadar          | 2          | Kroatië Rusland  |
| TOTAAL                             |                              |                | 12         |                  |

### Vrouwen
| Competitie                         | Datum               | Locatie        | Deelnemers | Gekwalificeerd       |
| ---------------------------------- | ------------------- | -------------- | ---------- | -------------------- |
| Gastland                           | -                   | -              | 1          | China                |
| Wereldkampioenschap                | 2-16 december 2007  | Frankrijk      | 1          | Rusland              |
| Europees kampioenschap             | 7-17 december 2006  | Zweden         | 1          | Noorwegen            |
| Aziatisch kwalificatietoernooi     | 25-29 augustus 2007 | Almaty         | 1          | Kazachstan           |
| Africa Nations Cup                 | 8-17 januari 2008   | Angola         | 1          | Angola               |
| Pan-Amerikaanse Spelen             | 14-29 juli 2007     | Rio de Janeiro | 1          | Brazilië             |
| Olympisch kwalificatietoernooi I   | 28-30 maart 2008    | Leipzig        | 2          | Duitsland Zweden     |
| Olympisch kwalificatietoernooi II  | 28-30 maart 2008    | Boekarest      | 2          | Roemenië Hongarije   |
| Olympisch kwalificatietoernooi III | 28-30 maart 2008    | Nîmes          | 2          | Frankrijk Zuid-Korea |
| TOTAAL                             |                     |                | 12         |                      |

Atletiek · 
Badminton · 
Basketbal · 
Boksen · 
Boogschieten · 
Gewichtheffen ·
Gymnastiek · 
Handbal · 
Hockey · 
Honkbal · 
Judo · 
Kanovaren · 
Moderne vijfkamp · 
Paardensport · 
Roeien ·
Schermen · 
Schietsport ·
Schoonspringen ·
Softbal ·
Synchroonzwemmen ·
Taekwondo ·
Tafeltennis ·
Tennis ·
Triatlon ·
Voetbal · 
Volleybal ·
Waterpolo ·
Wielersport · 
Worstelen ·
Zeilen ·
Zwemmen